# Terji Skibenæs
Terji Skibenæs (Skipanes, Eysturoy, Islas Feroe; 27 de diciembre de 1982) es un guitarrista y tatuador feroés, más conocido por ser el guitarrista principal del grupo de viking metal Týr.

## Biografía
Terji comenzó a tocar la guitarra eléctrica a los 13 años, cuando su hermano mayor se compró una, despertando su atención. Comenzó recibiendo algunas clases básicas de su hermano, pero continuó aprendiendo por sí mismo, tocando de oído y estudiando libros de guitarra que sacaba de la biblioteca local, y es autodidacta. Su guitarrista favorito es Dimebag Darrell de Pantera, el cual afirma es una de sus mayores influencias, junto a Chuck Schuldiner, John Petrucci, Randy Rhoads, K. K. Downing y Slash. 
Su primer grupo fue Flux, un pequeño grupo feroés en el que tocaba la guitarra. En abril de 2001, Terji actuó con su grupo Flux en un concurso en las Islas Feroe, en el que también participaba el grupo Týr, momento en el que Terji y Heri Joensen, fundador y vocalista de Týr, se conocieron. Heri Joensen quedó impresionado por la habilidad y el talento de Terji con la guitarra, y en diciembre de 2001 le ofreció unirse a Týr como guitarrista. Terji aceptó, convirtiéndose así en el guitarrista principal de Týr con tan solo 19 años recién cumplidos, siendo el miembro más joven del grupo.
En 2003 Terji decidió abandonar Týr, pero en 2004 se reincorporó al grupo.
En la actualidad y desde 2009, Terji está patrocinado por la marca de guitarras Ibanez. Usa guitarras Ibanez de 7 cuerdas.
Antes de dedicarse a la música profesionalmente, trabajaba como camionero en las Islas Feroe. En 2009 comenzó a tatuar y se hizo aprendiz de tatuador, y en 2011 se estableció como tatuador profesional. En la actualidad trabaja activamente tanto como músico como tatuador.

## Trayectoria musical
Además de ser el guitarrista principal de Týr desde 2001, Terji también ha colaborado con el grupo feroés The Apocryphal Order.